# Tsunami v Severo-Kurilsku
Tsunami zasáhlo Severo-Kurilsk na Kurilských ostrovech v Sachalinské oblasti v Sovětském svazu 5. listopadu 1952 ve 4.58 místního času. Ačkoliv vedlo ke zničení mnoha menších sídel v Sachalinské a Kamčatské oblasti, nejničivější dopad mělo právě na přístavní město Severo-Kurilsk.
Tsunami způsobilo silné zemětřesení v Tichém oceánu v blízkosti jižního cípu poloostrova Kamčatka (4. listopadu 1952 16:58:22 GMT), jehož hypocentrum bylo vzdáleno asi 130 kilometrů a nacházelo se v hloubce asi 20 kilometrů. Síla zemětřesení je odhadována na 9,0 stupně Richterovy stupnice.
Tsunami tvořily tři vlny o výšce 15 až 18 metrů.
Toto zemětřesení je podle velikosti 4. až 6. nejsilnějším zemětřesením 20. století.
Po zemětřesení, které je probudilo a způsobilo i škody na budovách, uprchla většina obyvatel Severo-Kurilska do okolních kopců, tak unikla první vlně, která dorazila asi za hodinu po prvních otřesech. Ta poničila některé domy. Poté se ale větší část z nich, po ustoupení vody zpět, vrátila do města a byla zabita druhou – překvapivou a největší vlnou, která přišla asi za dvacet minut po první. Druhá vlna dokonala ničivé dílo a poškodila zbývající budovy. Třetí vlna byla nejmenší. Podle oficiálních zdrojů zahynulo 2336 osob z celkového počtu 6000 obyvatel.
Po tsunami v zůstaly v Severo-Kurilsku zachovány pouze budovy umístěné na vyvýšené terase.
Silné poklesy a vzestupy hladiny oceánu byly pozorovány v průběhu celého 5. listopadu v 700kilometrové pobřežní zóně. Nejvyšší vlny byly zaznamenány v zálivech „Piratkova“ (10—15 m) a „Olga“ (10—13 m) na Kamčatce.
V Severo-Kurilsku byla po tragédii uskutečněna záchranná operace za pomoci letadel a všech dostupných lodí. Zbývající přeživší byli evakuováni na ostrov Sachalin a ruskou pevninu. Město bylo později znovu vystavěno na jiném místě. Jedním z účastníků likvidace následků tsunami byl spisovatel Arkadij Strugackij.
Po této katastrofě se sovětská vláda rozhodla zavést varovný systém (dnes Российская служба предупреждения о цунами).